# 巴里·达格尔
巴里·达格尔（英語：Barry Dagger，1937年5月19日—），英国男子射击运动员。他曾代表英国参加1976年和1984年夏季奥林匹克运动会射击比赛，其中1984年奥运会获得一枚铜牌。